# ブルーハーツのテーマ
「ブルーハーツのテーマ」は、日本のロックバンド、THE BLUE HEARTSのメジャーデビュー後に発売した自主制作シングル。

## 解説
アナログ盤の片面シングル「チェルノブイリ」も同時に自主レーベルから発売された（「チェルノブイリ」1曲のみ収録）(後述)。
当時、ブルーハーツが所属していたレコード会社（メルダック）の親会社が、原子力発電の事業を展開している三菱電機であったために今作に収録されている「チェルノブイリ」の発売許可がおりず、所属事務所の自主レーベルから発売されることになった。
2001年に元事務所の社長が、QuickJapanやウェブサイトのインタビューで明らかにした経緯は、当時ブルーハーツが所属していたレコード会社から「チェルノブイリ」の発売許可がおりず、レコード会社を説得するのに時間がかかるため、出来るだけ早く発売したかったメンバーの意向により、所属事務所の自主レーベルから発売されることになったという。2007年には梶原が自身のブログで、この件に関して触れている。
なお、バンドのクレジットには甲本ヒロトではなく、甲本浩人と本名で表記されている。

## 収録曲
1. ブルーハーツのテーマ
（作詞・作曲: 甲本ヒロト）
ブルーハーツの初ライブから歌われている曲で、メジャーデビュー後もしばらくはライブの1曲目といえばこの曲だった。イーストウエスト・ジャパンに移籍後は、海外ツアーでのみ演奏。
2. チェルノブイリ
（作詞・作曲: 真島昌利）
1988年2月12日、ブルーハーツの初めての日本武道館ライブのアンコールで甲本が、この日、新たに稼働を始めた原子力発電所の話を5分以上し、「今言った事が何の事か分からん人は、自分で調べて、自分の意見を持ってほしい」と前置きして、この曲を演奏している。
3. シャララ
（作詞・作曲: 甲本ヒロト）
後半のサビでは、関係者の子供達のコーラスが加わる。曲のラストには「もっともっと」「はい、ありがとう」と甲本が、その子供達に声をかけているのが微かに聞こえる。
1989年1月発刊の宝島には甲本が「チェルノブイリ」のレコーディング中に「シャララ」のコーラスの子供達と食事をしている写真が掲載されている。
なお、コーラスに子供を使うアイディアを出したのは真島とのこと。
歌詞の「すべての罪はみんなで分けましょう」は、ヒロトが歌詞を提出する際に「ダサイんじゃないか？」と考え、「やさしい夢も忘れてしまいそう」に変更し提出したが、レコーディング時に再び気が変わり、結局、最初に作った「すべての罪は―」で収録したと、1988年発刊のIND's(インズ) 8月-9月号のインタビューで答えている。
この曲はライブでは一度も演奏されたことがない。（一部、ライブのセットリストに記載があるが、これは誤植である）

## 歌詞
このシングルに収録されている曲の歌詞の一部は、いずれも全てレコ倫に引っかかっており、メルダックからも発売許可が降りずにインディーズからの発売となっている。
（歌詞の一部の例・「ブルーハーツのテーマ」の「人殺し」、「シャララ」の「黒い雨」、「チェルノブイリ」は解説を参照。）

## チェルノブイリ (THE BLUE HEARTS)
「チェルノブイリ」は、日本のロックバンド、THE BLUE HEARTSのメジャーデビュー後に発売した自主制作シングル。

### 概要
- 同時発売の「ブルーハーツのテーマ」にも収録されているこの曲のみを、片面だけに収録したEP盤。

### 収録曲
1. チェルノブイリ（作詞・作曲:真島昌利）